# Witte kerkje (Baarn)
Het Witte kerkje aan de Kampstraat 8 in Baarn is een gemeentelijk monument in Baarn in de provincie Utrecht.
De zaalkerk heeft een half ingebouwde toren en een opengewerkte achtkantige spits en staat met de ingang naar de Kampstraat. In de toren zit een achtkantige klokkenstoel. Ze is gebouwd in 1893 naar ontwerp van J.D.F. van der Veen. De kerk werd ingewijd op 5 mei 1894. In 1908 werd de consistorie vergroot.
De Nederlandse Protestantenbond is een vereniging van vrijzinnige christenen die ook openstaant voor buitenkerkelijken. De kerk is enige jaren in medegebruik geweest als Gereformeerde Kerk Vrijgemaakt (GKV) Baarn. De GKV Baarn is later samengevoegd met de GKV Soest.